# Tierra de Campos infinitamente
Tierra de Campos infinitamente es un libro de Jorge Praga y Manuel Abejón sobre la comarca de Tierra de Campos, publicado por la editorial Difácil en 2021.

## Síntesis del libro
El libro está concebido como un libro de viajes que recorre y reivindica la comarca de Tierra de Campos, territorio compartido por cuatro provincias: León, Palencia, Valladolid y Zamora y que viene detallado en el mapa desplegable que acompaña la edición.
En el libro se narran los días de viaje del escritor Jorge Praga y del fotógrafo Manuel Abejón por los pueblos de Tierra de Campos, junto con capítulos específicos de temas como la invención del paisaje, la Capilla de los Benavente, el escultor Baltasar Lobo, la carpintería de lo blanco, el escultor Alejo de Vahía, el pintor Juan Manuel Díaz-Caneja, los artistas conocidos como  Corral de Villalpando, el torero Andrés Vázquez, el soldado inglés enamorado Alexander Gordon, el político Belarmino Tomás, el ladrón de arte Erik el Belga, «el arte contra el olvido» de los hermanos Melero en Boadilla de Rioseco.
 Y también contiene el testimonio directo de los habitantes de Tierra de Campos, de sus vivencias pasadas y presentes en los capítulos denominados "Voces". El libro se ilustra con 72 fotografías de Manuel Abejón.